# Jans Koster
Jans Koster (1938) è un'ex nuotatrice olandese.

## Carriera
Fortemente specializzata nello stile libero, si laureò campionessa continentale sulla distanza dei 400m ai campionati europei di Budapest 1958.

## Palmarès
- Europei

Budapest 1958: oro nei 400m stile libero.